# Chotynborgen

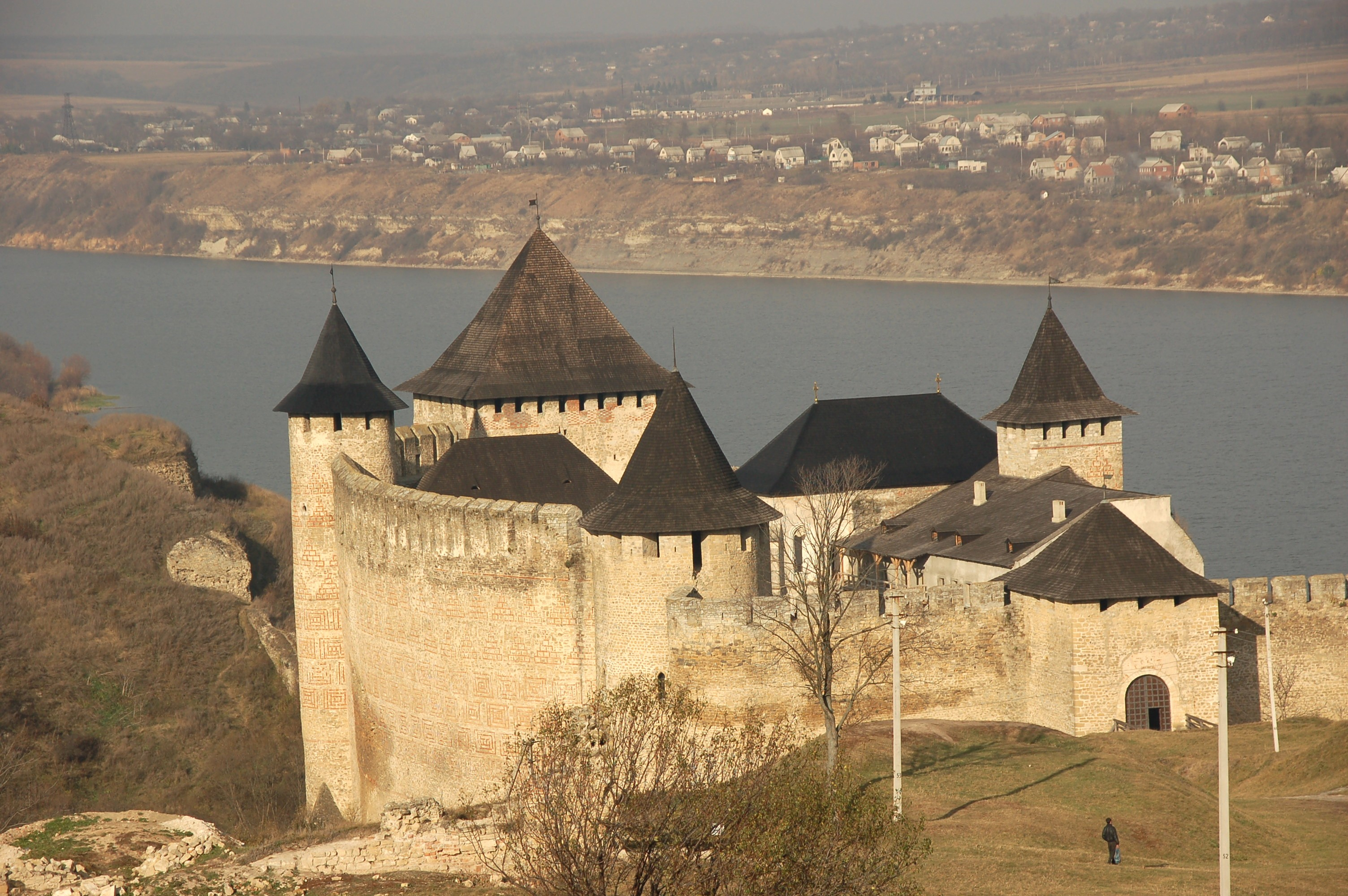
Chotynborgen

Chotynborgen (ukrainska: Хотинська фортеця) är en fästning i Chotyn i dagens Tjernivtsi oblast i Ukraina, byggd ca 1400 på samma plats som  prins Vladimir under Kievrikets tid (900-talet) byggde Chotynfortet.
2007 kom Chotynborgen på sjunde plats i omröstningen om Ukrainas sju underverk.